# EF-465
A EF-465 é uma ferrovia diagonal em bitola larga (1,60 m), com 252,9 km de extensão no estado de São Paulo, ligando os municípios de Araraquara, Rincão, Bebedouro, Barretos e Colômbia. Originalmente era parte da Linha Tronco (Companhia Paulista de Estradas de Ferro).